# رضة
إن الرَّضة (بالإنجليزية: bruise أو contusion) هي نَوع ورم دموي في الأنسجة تتمزق الشعيرات الدموية وتتمزق الأوردة أحيانًا) بسبب إصابة، ما يتيح للدم إمكانية التسرب إلى الأنسجة الداخلية المحيطة. يمكن للرضوض أن تشمل شعيرات دموية بمستوى الجلد أو نسيج تحت الجلد أو عضلات أو عظام. يمكن تسمية الرضة أيضًا وفقًا لطول قطرها باسم حبرة (أقل من 3 مم) أو فرفرية (3 مم إلى 1 سم) أو كدمة (1 إلى 3 سم)، على الرغم من أن هذه المصطلحات قد تشير أيضًا إلى نزيف داخلي لم تتسبب فيه رضة.
نظرًا لأن الرضة نوع من الأورام الدموية، فإنها دائمًا نتيجة لنزيف داخلي في الأنسجة الداخلية، حيث تبدأ دائمًا بحدوث رضة غير حادة (blunt trauma)، التي تحدث ضررًا من خلال قوى انضغاط جسدي (physical compression) وقوى تباطؤ. قد تحدث الرضة الكافية لإحداث رضوض بسبب مجموعة من المواقف المختلفة بما في ذلك حوادث الاِرتطام والسقوط أو الجراحات. يمكن أن تؤدي حالات مرضية مثل الصفائح (platelet) غير الكافية أو التي لا تؤدي وظائفها جيدًا أو معاوز التخثر الأخرى أو الاضطرابات الوريدية، مثل الإحصار الوريدي المرتبط بحالات الحساسية الشديدة إلى تكون الرضوض في مواقف لا تحدث فيها عادة برضة صغيرة فقط. إذا كانت الرضة كافية لخرق الجلد والسماح بنزيف الدم من الأنسجة الخلالية، فإن الجرح ليس رضة بل مجموعة مختلفة من حالات النزف تسمى نزيف، على الرغم من أن مثل هذه الإصابات قد تصاحبها حالات رض في أماكن أخرى.
تُحدث الرضوض في الغالبِ ألما، مع ذلك قد لا تسبب الرضوض بمفردها خطورة في العادة. أحيانًا بعض الرضوض تكون خطيرة، حيث تؤدي إلى أشكال من الأورام الدموية التي قد تشكل تهديدًا للحياة، مثل عندما تكون مرتبطة بإصابات خطيرة، تشمل كسوراً ونزيفا داخليا أكثر شدة. تعتمد احتمالية وشدة الرض على العديد من العوامل، منها نوع الأنسجة المصابة ودرجة سلامتها. يمكن التعرف على حالات الرضوض الصغيرة في الأشخاص ذوي لون البشرة الفاتح حيث تظهر في شكل أزرق أو أرجواني مميز (يوصف اصطلاحيًا باسم «الأسود والأزرق») على مدار الأيام التي تلي الإصابة.

## آلية الرض
يتسبب الألم المتزايد على الرضة في انفجار الشعيرات أسفل الجلد، حيث يترشح الدم ويتجلط. وبمرور الوقت، يتسرب الدم إلى الأنسجة المحيطة، حيث يتسبب ذلك في قتامة الرضة وانتشارها. تستشعر النهايات العصبية ضمن النسيج المصاب ضغطًا متزايدًا، والذي يمكن الشعور به، تبعًا للموضع أو الشدة، كألم أو ضغط أو غياب الأعراض. تطلق بطانة الشعيرة المتضررة بطائن (endothelin)، هرمون الذي يسبب تضيق الوعاء الدموي لتقليل النزيف. بمجرد تمزق البطانة، يكشف عامل فون ويليبراند ويبدأ في التخثر، حيث يعمل على تكوين جلطة مؤقتة لسد الجرح ويؤدي بدوره في النهاية إلى شفاء النسيج العادي.
في هذا التوقيت، قد يتغير لون الرضة الكبيرة نتيجة لتحطم هيموجلوبين بروتين (hemoglobin) من خلايا الدم الحمراء المتسربة في الحيز الخارجي للخلية. تظهر الألوان المميّزة للرضوض نتيجة لـ البلعمة والتفسخ التسلسلي للهيموجلوبين بروتين إلى بيليفيردين إلى بيليروبين إلى هيموسيديرين، حيث ينتح الهيموجلوبين بروتين لونًا أزرق مائلاً إلى الأحمر وينتج بِيلِيفيرْدين لونًا أحمر وينتج بيليروبين لونًا أصفر وينتج هيموسيديرين لونًا بنيًا ذهبيًا. بمجرد أن يُتخلص من هذه المنتجات من المنطقة، تختفي الرضة. قد يشفى الضرر الكائن في الأنسجة الدفينة بفترة طويلة قبل أن تكتمل هذه العملية.

## حجم الرضوض وشكلها
قد تتوافق أشكال الرضوض مباشرة مع الآلة المسببة للجرح أو تغيرها عوامل إضافية. تبرز الرضوض في الغالب أكثر مع مرور الوقت، بحيث تتخذ حجمًا وورمًا إضافيًا. يسمى الرض الذي يظهر في موضع مختلف عن الواقع عليه التأثير المباشر بـ رض منبذ (ectopic bruising) والذي يحدث عند تهدل الأنسجة بموضع الإصابة، بحيث تسمح للدم بالمرور أسفل الجلد إلى موضع آخر بفعل الجاذبية أو بفعل قوى أخرى، مثل العين السوداء.

### عوامل عامة تعمل على تغيير حجم الرضوض وشكلها

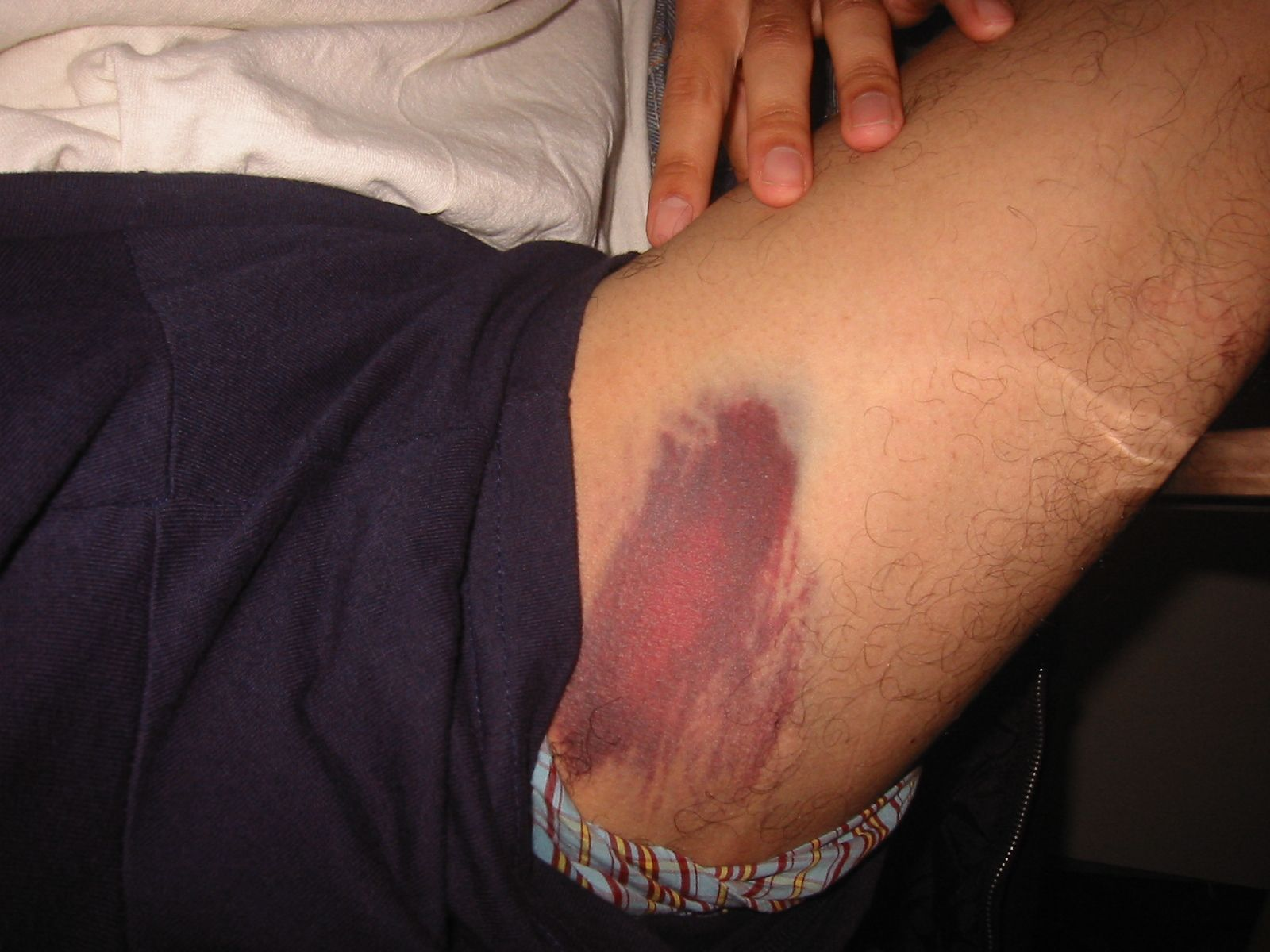
الرضة التي يسببها درابزين، تمامًا مثل الألعاب الرياضية القاسية

- حالة النسيج ونوعه: في الأنسجة الرخوة، يحدث الرض لمنطقة أكبر عما يحدث في الأنسجة القوية نتيجة لسهولة اندفاع الدم في الأنسجة الرخوية.
- السن: أنسجة الجلد الهرِم والأنسجة الأخرى هي في الغالب رفيعة وأقل مرونة وبالتالي فهي أكثر عرضة للرض.
- الجنس: يحدث الرض أكثر في الإناث بسبب دهن تحت الجلد (subcutaneous fat).
- لون البشرة: على الرغم من نفس الحجم، فإن الرضوض تكون بارزة وظاهرة أكثر في البشرة ذات اللون الأبيض أكثر.
- الأمراض: يمكن لأمراض التخثر والصفائح (platelet) والأوعية الدموية أو أمراض العجز أن تزيد من التجمد بسبب النزيف المتزايد.
- الموضع: تسبب الوعائية الشديدة في نزيف أكثر.
- القوى: قوى الضرب الشديدة قد تتسبب في نزيف أكبر.
- العوامل الوراثية:، بالرغم من وجود عوامل تخثر عادية كاملة، فإن ذوي الشعر الأحمر قد يتعرضون للرضوض أكثر، على الرغم من أن ذلك يرجع إلى إمكانية الظهور العالية بالنسبة للبشرة الأكثر بياضًا المصابة عمومًا.[4]

### شدة الرضوض
يمكن قياس شدة الرضوض بدرجات تتراوح من 0 إلى 5 لتصنيف شدة الإصابة وخطرها[بحاجة لمصدر]
| درجة الضرر | مستوى الشدة       | الملاحظات   |
| ---------- | ----------------- | ----------- |
| 0          | رضة خفيفة         | لا يوجد ضرر |
| 1          | أقل من رضة متوسطة | ضرر بسيط    |
| 2          | رضة متوسطة        | ضرر عادي    |
| 3          | رضة خطيرة         | خطيرة       |
| 4          | رضة خطيرة جدًا     | خطيرة       |
| 5          | رضة حرجة          | خطر الموت   |

يتم تحديد درجة الضرر من خلال مدى الكسور وشدتها على الأعضاء والأنسجة مسببةً الرض، ومن ناحية أخرى تعتمد على عدة عوامل. على سبيل المثال، (Muscle contraction) تتعرض العضلات المنقبضة (contracted) للرضوض بشدة أكثر، وأيضًا الأنسجة المقبوضة بشدة في مقابل العظم الدفين. تتنوع شعيرات (Capillaries) في القوة والصلابة والشدة، والتي تختلف بدورها وفقًا للسن والظروف الصحية.
يسمى نظام ترتيب شدة رضة بديلة بـ «مقياس حدة تشين» (Chien Intensity Scale) حيث تنمو هذه التسمية ببطء في بعض دوائر البحث. على الرغم من عدم استخدامه على نطاق واسع، إلا أن هذا النظام يستخدم من قِبل بعض المعاهد من بينها معهد راين ماكي البحثي التذكاري (Ryan Mackey Memorial Research Institute) ومركز سيدني الطبي (Sydney Medical Center).

### رضوض خفيفة
تتسبب المستويات الضعيفة للقوى المسببة للضرر في رضوض صغيرة وتسبب في شعور الفرد عمومًا بـ ألم مباشر. تزيد التصادمات المتكررة من سوء حالة الرضوض، فضلًا عن زيادة مستوى الضرر. تُشفى الرضوض الخفيفة تقريبًا في غضون أسبوعين، على الرغم من تأثر مدة الشفاء بمدى شدة الألم وطرق العلاج التي يقوم بها الفرد؛ وعمومًا، فإن الرضوض الشديدة والأكثر غورًا تأخذ وقتًا طويلًا حتى يتم الشفاء منها.

### الرضوض الشديدة بالمقارنة مع المتوسطة
قد يكون الرض الشديد (درجة الضرر من 2 إلى 3) خطيرًا أو يتسبب في مضاعفات خطيرة. قد يتسبب ذلك في نزيف وسائل متزايد بحيث يتجمّع ليسبب ورمًا شديدًا ومتقلبًا أو ورم دموي كبيرٍا. حيث من المحتمل أن يتسبب ذلك في متلازمة الحيز حيث يقطع الورم انسياب الدم إلى الأنسجة. قد تتسبب الإصابة المتسببة في الرضة أيضًا في ضرر آخر شديد أو قد يكون مميتًا على الأعضاء الداخلية. على سبيل المثال، قد تتسبب التأثيرات الواقعة على الرأس في نزيف إصابة دماغية رضية: (traumatic brain injury) ورض وورم كبير للدماغ مع احتمالية أن يتسبب في ارتجاج وغيبوبة وموت. قد يتطور علاج الرضة الدماغية إلى إجراء جراحة طارئة لتخفيف من حدة الضغط على الدماغ.
قد يتسبب الضرر المسبب للرض أيضًا في تكسر العظام كسر أو في شدّ الأوتار أو العضلات إجهاد أو في التواء الأربطة أو في تضرر الأنسجة الأخرى. قد تظهر أعراض وعلامات هذه الإصابات في البداية على المصابين بحالات رض بسيطة. قد توحي حالات الرضة البطنية أو الإصابات الشديدة التي تسبب صعوبة في تحريك طرفِ ما أو الشعور بسائل تحت الجلد بإصابة خطيرة تهدد الحياة وتتطلب انتباه الطبيب.

## العلاج
تعتبر طريقة العلاج بالنسبة للرضوض الخفيفة بسيطة وقد تشمل رايس (راحة وثلجًا وضغطًا وانتفاخًا في الجلد) ومسكنات للآلام (على وجه الخصوص مضادات التهاب لاستيرويدية (NSAIDs) ومع تقدم العلاج، يتطلب إجراء تمارين تمديد خفيفة. على وجه الخصوص، فإن الاستعمال الفوري للثلج أثناء رفع المنطقة قد يقلل أو يمنع الورم بالمنطقة أو يمنع الورم بالكامل عن طريق الحد من سريان الدم إلى المنطقة بحيث يؤدي إلى منع النزيف الداخلي. تعتبر الراحة وتجنب الإصابة عوامل مهمة لسرعة الشفاء. قد يسرع استعمال كريم مسكن يحتوي على حامض عديد السكاريد المخاطي (على سبيل المثال، هيرودويد (Hirudoid)) من عملية الشفاء.
وحسب نظرية التحكم في مدخل الألم (gate control theory of pain) فإن التدليك الخفيف جدًا على المنطقة المصابة واستعمال الحرارة قد يُثير تدفق الدم ويخفف الشعور بالألم، بالرغم من أن التسبب في ألم زائد قد يكون إشارة إلى أن التدليك أدى إلى تفاقم الإصابة. بالنسبة لمعظم الجروح، فإنه لا ينبغي استعمال هذه الأساليب إلا بعد مرور ثلاثة أيام من بداية حدوث الإصابة للتأكد من توقف كافة أشكال النزيف، لأنه بالرغم من تدفق الدم المتزايد سيسمح بمزيد من عوامل الشفاء أن تتجمع في المنطقة وتشجع عملية النزح، إذا ما استمرت الإصابة في النزيف سيسمح ذلك بمزيد من الدم أن يسيل خارج الجرح ويتسبب في تفاقم حالة الرضة.

## علامةً طبية
قد تظهر الرضوض على المرضى الذين يعانون من اضطرابات في الصفائح (platelet) أو التخثر. قد يظهر الرض غير المبرر كعلامة تحذير على انتهاك الطفل أو انتهاك منزلي أو مشاكل طبية خطيرة مثل لوكيميا (leukemia)أو عدوى (meningococcus) (التهاب السحايا) (meningoccocal). قد يكون الرض غير المبرر إشارة أيضًا إلى النزيف الداخلي أو إلى أنواع معيّنة السرطان. قد يتسبب العلاج طويل الأمد باستعمال قشراني سكري في حدوث الرض بسهولة. قد يوحي الرض الذي يظهر حول السرة (زر البطن) ذات ألم بطني شديد بوجود التهاب البنكرياس. قد تسبب اضطرابات الأنسجة الضامة مثل متلازمة إيلر-دانلوس (Ehlers-Danlos Syndrome) في رض سهل نسبيًا أو عفوي بعض الشيء وفقًا لشدته.
أثناء التشريح، فإن الرضوض المصاحبة لـ عمليات الكشط (abrasions) تشير إلى أن عمليات الكشط التي تحدث أثناء حياة الشخص، تختلف عن تلك التي تحدث بعد الموت.

## علاجًا
استخدم الطب الشعبي، التي يشمل العلاجات القديمة في مصر واليونان والكلتيين والأتراك وأهل السلفا وشعب المايا وشعب الآزتيك والصينيين، الرض كطريقة علاج لبعض أنواع المشاكل الصحية. حيث تنوعت طرق العلاج لتشمل الحجامة والكشط واللطم. الحجامة بالنار (Fire cupping) تستخدم الامتصاص الذي يسبب الرض للمرضى. الحك، (جوا شا (Gua Sha))، يستخدم أداة يدوية صغيرة ذات حافة مستديرة لحك فروة الرأس أو الجلد بلطف. اللطم، (علاج-باي دا) (Pai-Da Therapy) هو علاج يتم تنفيذه باستخدام اثنين إلى خمسة أصابع أو اليد بالكامل عادة ما يرتكز في الغالب على المفاصل مثل الأكتاف أو المرافق أو الركبتين أو الرسغين أو الكواحل. بالنسبة إلى الأشخاص الأصحاء فإن هذه الطرق التي يتم تطبيقها على الجزء الصحيح من الجلد ينبغي أن تتسبب في احمراره إلا أن هذا الاحمرار سيختفي في غضون دقائق أو ساعات. بالنسبة إلى المرضى الذين يعانون من ألم أو وجع أو خشونة، فإن نفس الطريقة ستتسبب في الرض أو ظهور بثرات دموية تستمر لأيام. يتم تكرار جميع طرق العلاج هذه من قِبل الطبيب الممارس أو المريض نفسه على مدار عدة أيام أو أسابيع.[بحاجة لمصدر]